# Transmetropolitan
Transmetropolitan è una serie a fumetti di fantascienza ideata da Warren Ellis, disegnata da Darick Robertson. e pubblicata dalla DC Comics. Nella classifica stilata nel 2011 da IGN, Spider Jerusalem si è posizionato al 45º posto come più grande eroe della storia dei fumetti, dopo Occhio di Falco e prima della Torcia Umana. La serie è ambientata in un futuro distopico che ha visto il crollo di diversi tabù culturali: il cannibalismo, per esempio, se applicato su individui clonati privi di cervello, è accettato e ha consentito la nascita di apposite catene di ristoranti.

## Trama
Spider Jerusalem, il protagonista, è un giornalista tossicodipendente cinico e violento che ha come missione personale la ricerca della verità fine a se stessa, cosa questa che lo ha messo più volte in situazioni scomode, come ad esempio quando ha denunciato le violenze della polizia durante la rivolta di un quartiere popolare, o quando si prefigge di ostacolare in ogni maniera il presidente "Smiler", un uomo il cui unico scopo nella vita è il potere. Spider Jerusalem ha avuto due assistenti: Channon Yarrow e Yelena Rossini.
Channon Yarrow è una spogliarellista che frequenta la scuola di giornalismo: viene affiancata a Jerusalem sia per imparare da uno dei migliori giornalisti sulla piazza sia per poterlo tenere sotto controllo. Si licenzia in seguito ad una crisi esistenziale dopo aver visto il proprio ragazzo trasformarsi in una "nebula" (un sorta di nuvola composta da nano-macchine) e si fa suora. Viene sostituita da Yelena Rossini, nipote dell'editore di Spider e anche lei diplomanda alla scuola di giornalismo.
Nel corso della serie avrà una notte di sesso con Spider, notte che cercherà in tutti i modi di dimenticare, ma giungerà anche a provare un misto di amore/odio e profondo rispetto nei confronti del giornalista. Nel quarto numero della serie pubblicata in Italia, Channon Yarrow tornerà a far parte della squadra di Jerusalem in qualità di guardia del corpo.